# Бент Скаммельсруд
Бент Скаммельсруд (норв. Bent Skammelsrud, нар. 18 травня 1966, Сарпсборг) — норвезький футболіст, що грав на позиції півзахисника.
Більшу частину кар'єри провів у «Русенборзі», з яким став одинадцятиразовим чемпіоном Норвегії та триразовим володарем Кубка Норвегії. а також виступав за національну збірну Норвегії, з якою був учасником Євро-2000.

## Клубна кар'єра
У дорослому футболі дебютував 1986 року виступами за команду другого дивізіону «Дребак-Фрогн ІЛ», в якій провів три сезони, після чого ще рік там же грав за клуб «Фрігг Осло».
У 1990 році він перейшов в шведський «Мальме», в якому провів один сезон.
Своєю грою за останню команду привернув увагу представників тренерського штабу «Русенборга», до складу якого приєднався на початку 1991 року. У складі цієї команди футболіст провів 272 матчі і забив 57 голів у чемпіонаті Норвегії. Скаммельсруд з моменту свого дебюту за «Русенборг» в 1991 році кожен наступний сезон ставав переможцем Тіппеліги. Всього норвезький гравець разом з командою 11 разів вигравав чемпіонат, а також тричі був володарем Кубка Норвегії. Скаммельсруд кілька сезонів був капітаном «Русенборга», у другій половині 90-х років вважався ключовим гравцем команди в матчах Ліги чемпіонів. Крім того у першій половині 1998 року футболіст провів короткостроковий період в леверкузенському «Баєрі 04», але пізніше за сімейними обставинами повернувся назад до Норвегії.
Гравець завершив кар'єру після закінчення сезону 2002 року, оскільки новий тренер «Русенборга» Оге Гарейде вирішив не продовжувати контракт гравця. Хоча Скаммельсруд мав запрошення від інших клубів, він став коментатором на місцевому телеканалі TV3., а потім став працювати з юнаками в «Русенборзі».

## Виступи за збірні
Протягом 1987—1989 років залучався до складу молодіжної збірної Норвегії. На молодіжному рівні зіграв у 5 офіційних матчах, забив 1 гол.
25 жовтня 1989 року дебютував в офіційних матчах у складі національної збірної Норвегії в товариській зустрічі зі збірною Кувейту. Перший гол за норвезьку збірну футболіст забив у матчі проти Південної Кореї 4 лютого 1990 року, та гра закінчилася з рахунком 3:2 на користь Норвегії.
У складі збірної був учасником чемпіонату Європи 2000 року у Бельгії та Нідерландах. На цьому турнірі гравець виходив на поле двічі: проти збірних Іспанії та Югославії. Останній матч за збірну норвезький футболіст провів 2 вересня проти команди Вірменії. Всього Скаммельсруд 38 разів виходив у складі збірної Норвегії і забив 6 голів.
| Дата       | Місто         | Господарі         | Результат | Гості          | Турнір               | Голи | Примітки |
| ---------- | ------------- | ----------------- | --------- | -------------- | -------------------- | ---- | -------- |
| 14/11/1987 | Софія (місто) | Болгарія          | 4 – 0     | Норвегія       | Кваліфікація ОІ-1988 | -    |          |
| 25/10/1989 | Ель-Кувейт    | Кувейт            | 2 – 2     | Норвегія       | товариський матч     | -    |          |
| 15/11/1989 | Глазго        | Шотландія         | 1 – 1     | Норвегія       | Відбір до ЧС 1990    | -    |          |
| 04/02/1990 | Валлетта      | Південна Корея    | 2 – 3     | Норвегія       | товариський матч     | 1    |          |
| 07/02/1990 | Валлетта      | Мальта            | 1 – 1     | Норвегія       | товариський матч     | -    |          |
| 27/03/1990 | Белфаст       | Північна Ірландія | 2 – 3     | Норвегія       | товариський матч     | 1    |          |
| 08/06/1990 | Тронгейм      | Норвегія          | 1 – 2     | Данія          | товариський матч     | -    |          |
| 22/08/1990 | Ставангер     | Норвегія          | 1 – 2     | Швеція         | товариський матч     | -    |          |
| 28/08/1991 | Осло          | Норвегія          | 0 – 1     | СРСР           | Відбір до ЧЄ 1992    | -    |          |
| 25/09/1991 | Осло          | Норвегія          | 2 – 3     | Чехословаччина | Відбір до ЧЄ 1992    | -    |          |
| 02/12/1992 | Гуанчжоу      | КНР               | 2 – 1     | Норвегія       | товариський матч     | -    |          |
| 10/02/1993 | Фару          | Португалія        | 1 – 1     | Норвегія       | товариський матч     | -    |          |
| 25/05/1995 | Осло          | Норвегія          | 3 – 2     | Гана           | товариський матч     | -    |          |
| 01/09/1995 | Осло          | Норвегія          | 1 – 0     | Грузія         | товариський матч     | -    |          |
| 18/01/1997 | Мельбурн      | Південна Корея    | 1 – 0     | Норвегія       | товариський матч     | -    |          |
| 22/01/1997 | Брисбен       | Норвегія          | 3 – 0     | Нова Зеландія  | товариський матч     | 2    |          |
| 25/01/1997 | Сідней        | Австралія         | 1 – 0     | Норвегія       | товариський матч     | -    |          |
| 29/03/1997 | Дубай (місто) | ОАЕ               | 1 – 4     | Норвегія       | товариський матч     | -    |          |
| 30/05/1997 | Осло          | Норвегія          | 4 – 2     | Бразилія       | товариський матч     | -    |          |
| 20/08/1997 | Гельсінкі     | Фінляндія         | 0 – 4     | Норвегія       | Відбір до ЧС 1998    | -    |          |
| 06/09/1997 | Баку          | Азербайджан       | 0 – 1     | Норвегія       | Відбір до ЧС 1998    | -    |          |
| 08/10/1997 | Осло          | Норвегія          | 0 – 0     | Колумбія       | товариський матч     | -    |          |
| 25/02/1998 | Марсель       | Франція           | 3 – 3     | Норвегія       | товариський матч     | -    |          |
| 25/03/1998 | Брюссель      | Бельгія           | 2 – 2     | Норвегія       | товариський матч     | -    |          |
| 20/01/1999 | Тель-Авів     | Ізраїль           | 0 – 1     | Норвегія       | товариський матч     | 1    |          |
| 22/01/1999 | Умм-ель-Фахм  | Естонія           | 3 – 3     | Норвегія       | товариський матч     | -    |          |
| 18/08/1999 | Осло          | Норвегія          | 1 – 0     | Литва          | товариський матч     | -    |          |
| 04/09/1999 | Осло          | Норвегія          | 1 – 0     | Греція         | Відбір до ЧЄ 2000    | -    |          |
| 08/09/1999 | Осло          | Норвегія          | 4 – 0     | Словенія       | Відбір до ЧЄ 2000    | -    |          |
| 09/10/1999 | Рига          | Латвія            | 1 – 2     | Норвегія       | Відбір до ЧЄ 2000    | -    |          |
| 14/11/1999 | Осло          | Норвегія          | 0 – 1     | Німеччина      | товариський матч     | -    |          |
| 02/02/2000 | Ла-Манга      | Данія             | 2 – 4     | Норвегія       | товариський матч     | -    |          |
| 04/02/2000 | Ла-Манга      | Швеція            | 1 – 1     | Норвегія       | товариський матч     | -    |          |
| 29/03/2000 | Луґано        | Швейцарія         | 2 – 2     | Норвегія       | товариський матч     | 1    |          |
| 03/06/2000 | Осло          | Норвегія          | 1 – 0     | Італія         | товариський матч     | -    |          |
| 13/06/2000 | Роттердам     | Іспанія           | 0 – 1     | Норвегія       | ЧЄ 2000 - 1-й етап   | -    |          |
| 18/06/2000 | Льєж          | Югославія         | 1 – 0     | Норвегія       | ЧЄ 2000 - 1-й етап   | -    |          |
| 02/09/2000 | Осло          | Норвегія          | 0 – 0     | Вірменія       | Відбір до ЧС 2002    | -    |          |
| Усього     |               | Матчів            | 38        |                | Голів                | 6    |          |

## Титули і досягнення

### Командні
- Чемпіон Норвегії (11):

«Русенборг»: 1992, 1993, 1994, 1995, 1996, 1997, 1998, 1999, 2000, 2001, 2002
- Володар Кубка Норвегії (3):

«Русенборг»: 1992, 1995, 1999

### Особисті
- Приз Кніксена (кращий півзахисник): 1997
- Приз Кніксена категорії Б (головні нагороди) "Kniksen's honour award": 2001 (разом із Роаром Страндом)